# Ulla Jäfvert
Ulla Birgitta Elisabeth Jäfvert, senare Fahlén, född 16 april 1946 i Stockholm, är en svensk simmare.
Ulla Jäfvert föddes i Stockholm men växte upp i Västerås där hon representerade Västerås SS. Hon tävlade i OS i Tokyo 1964 där hon simmade frisim, dels individuellt på 100 meter där hon kom på 16:e plats och dels i lagkappslaget på 4x100 meter fritt där Sverige kom 5:a med tiden 4.14,0 i finalen.
Vid Europamästerskapen 1966 tävlade hon i lagkapp 4x100 meter fritt och tog då silver. Laget bestod av Ingrid Gustavsson, Ann-Charlotte Lilja, Ann-Christine Hagberg och Jäfvert.